# 城巴15B線

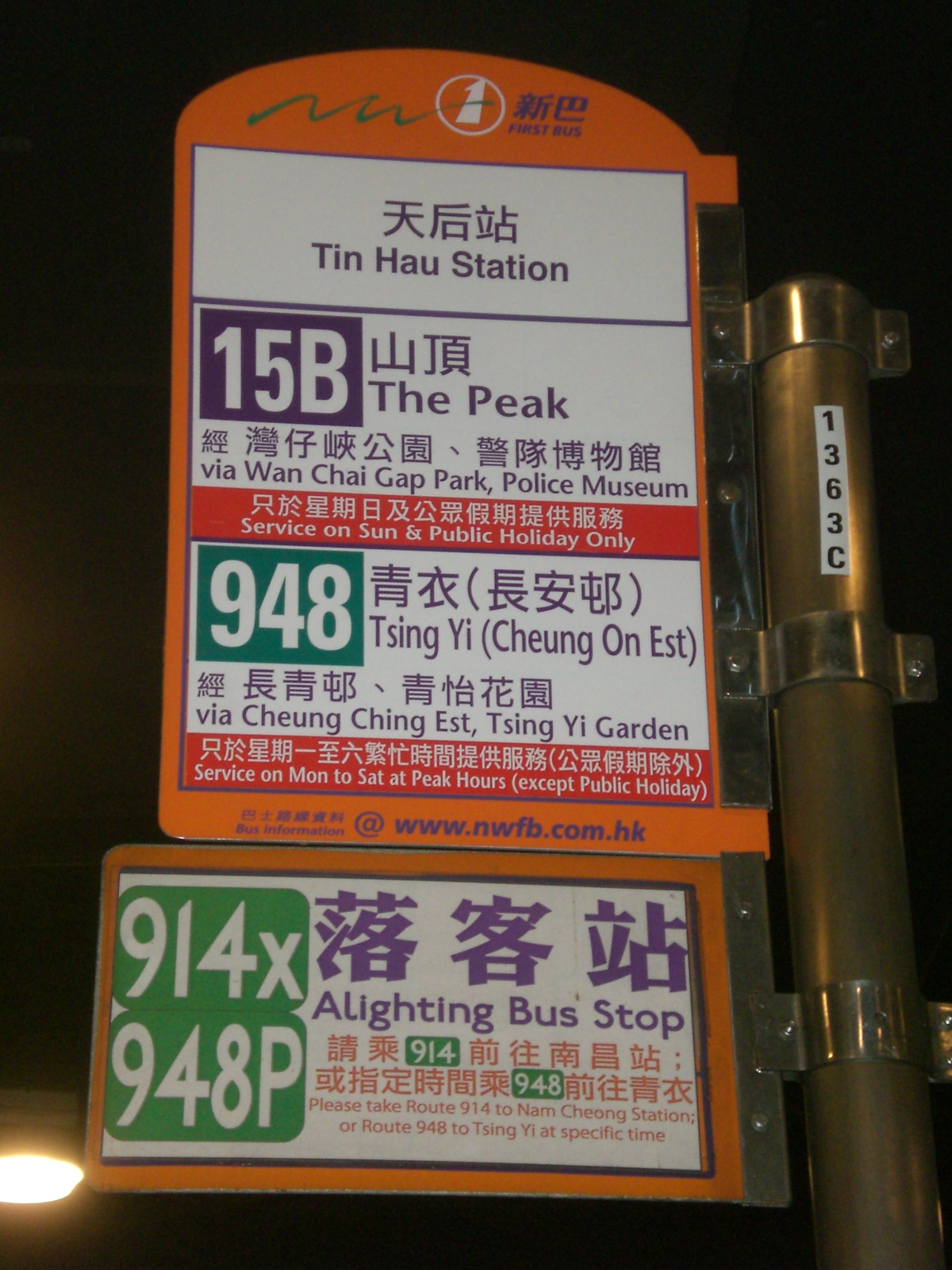
15B在天后總站

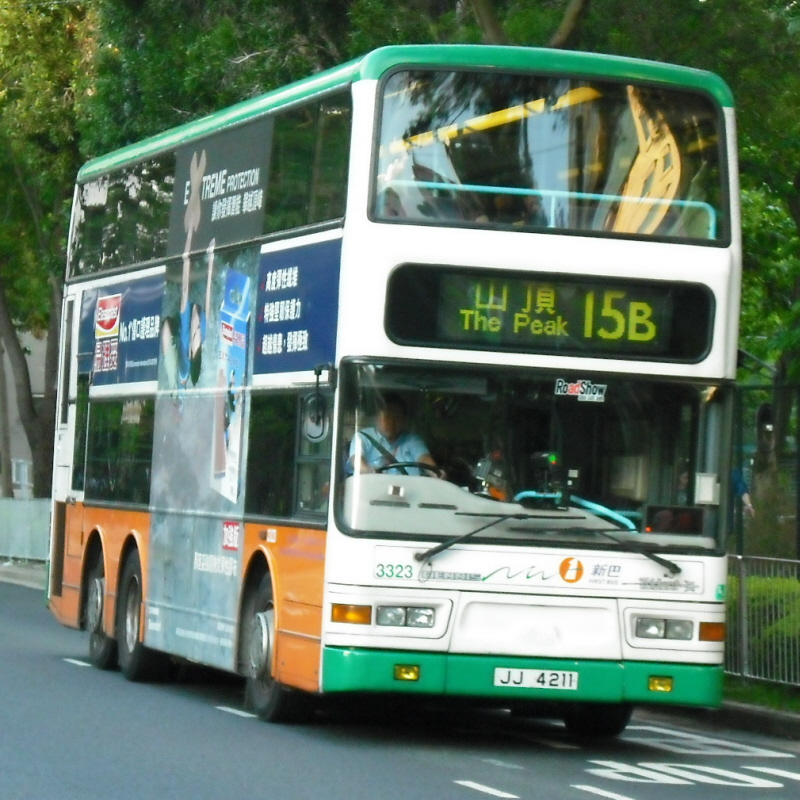
15B往山頂方向

城巴15B線是香港島一條來往灣仔（會展新翼）及山頂的假日旅遊巴士路線，由城巴經營，提供灣仔、港鐵天后站及銅鑼灣來往司徒拔道及山頂的假日旅遊巴士服務。

## 歷史
- 1974年9月20日：15B線投入服務，由中華巴士營辦，來往摩理臣山道及山頂，只於中秋節及重陽節提供服務。
- 1975年9月28日：15B線總站遷往百德新街。
- 1977年9月27日：15A線投入服務，由中華巴士營辦，來往北角碼頭及山頂，只於中秋節及重陽節提供服務。
- 1978年：15B線為方便假日來往山頂遊玩的市民及舒緩15線的客量而擴展至假日服務。
- 1982年：15A線改經告士打道及堅拿道天橋。
- 1984年：15B線改經銅鑼灣怡和街及軒尼詩道。
- 1992年9月：15B線總站遷往天后地鐵站（即天后站），來回程改經怡和街及軒尼詩道。
- 1997年：中巴增派空調巴士於15B線行走。
- 1997年10月10日（重陽節）：15A線延長至筲箕灣，並改為祇於重陽節提供服務。
- 1998年9月1日：中巴專營權結束，改由新巴繼續營辦。
- 2001年10月7日：為減少怡和街的汽車流量，往山頂方向改經禮頓道[1]。
- 2014年10月26日：往山頂方向改經怡和街、堅拿道巴士專用線，不再途經禮頓道
- 2015年8月16日：15B線總站延長至灣仔（會展新翼），並調整全程收費至$11.7。
- 2018年8月31日：增設實時抵站時間查詢服務。
- 2020年1月13日，15B的班次減至60分鐘一班，由山頂開出的服務時間改為13:00至20:00。[2]
- 2020年2月16日，因應2019冠狀病毒病疫情引致乘客量下降，本線暫停服務[3]。
- 2024年10月6日：恢復由山頂單向開往灣仔（會展新翼）之服務，開出時間為17:30及19:30。[4]

## 服務時間及班次
15B
| 灣仔（會展新翼）開 | 灣仔（會展新翼）開         | 山頂開            | 山頂開                     |
| 日期               | 開出時間                   | 日期              | 開出時間                   |
| ------------------ | -------------------------- | ----------------- | -------------------------- |
| 星期日及 公眾假期  | 12:00、13:00、14:00、15:00 | 星期日及 公眾假期 | 13:00、14:00、15:00、16:00 |
| 星期日及 公眾假期  | 16:00、17:00、18:00、19:00 | 星期日及 公眾假期 | 17:00、18:00、19:00、20:00 |

15B線逢星期一至六不設服務

## 收費
15B
全程：$15.1
- 永興街往山頂：$12.4
- 灣仔峽道往山頂：$7.6
- 寶雲道往灣仔（會展新翼）：$6.7
- 立德里往灣仔（會展新翼）：$4.6

| - 本線設有12歲以下小童及65歲或以上長者半價優惠。 - 65歲或以上香港居民使用「樂悠咭」，以及12歲以下合資格殘疾兒童使用「殘疾人士身份」個人八達通繳付車資，均可享有每程$2.0或半價（以較低者為準）的票價優惠；12至64歲合資格殘疾人士使用「殘疾人士身份」個人八達通（包括「樂悠咭」），以及60至64歲香港居民使用「樂悠咭」繳付車資，均可享有每程$2.0或全費（以較低者為準）的票價優惠。 - 65歲或以上長者如使用長者或一般個人八達通繳付車資，則只可享有半價優惠；12至64歲合資格殘疾人士如不使用「殘疾人士身份」個人八達通，以及60至64歲人士如不使用「樂悠咭」繳付車資，必須繳付全費。 - 乘客可以現金或八達通於上車時付款，不設找續。 - 每位成人乘客可免費攜帶最多兩名4歲以下而不佔座位的兒童乘客乘車，超額之4歲以下小童必須繳付小童車費乘車。 - 九龍巴士、城巴及龍運巴士全職員工及家屬（不包括外判職員）可免費乘搭本路線，惟必須拍職員或職員家屬八達通。 - 乘客亦可使用AlipayHK「易乘碼」、支付寶、WeChatHK／微信支付「搭車碼」、銀聯雲閃付「乘車碼」及BOC Pay「乘車碼」、具有感應式支付功能的VISA、Mastercard及銀聯卡，以及Apple Pay、Google Pay及Samsung Pay流動支付平台繳付車資。使用此支付方式的乘客可享有中途下車之分段收費，以及與其他城巴獨營路線或聯營線城巴班次之轉乘優惠，惟不適用於與非城巴路線之轉乘優惠。乘客亦不能享有「公共交通費用補貼計劃」及「長者及合資格殘疾人士公共交通票價優惠計劃」。 |

### 八達通轉乘優惠
乘客登上15B線後90分鐘內以同一張八達通卡轉乘以下路線，或從以下路線登車後90分鐘內以同一張八達通卡轉乘15B線，次程可獲$1折扣優惠：
- 15B往灣仔（會展新翼） → 2A往耀東邨、2X往嘉亨灣、8往杏花邨或8P往小西灣
- 2A、2X、8或8P往灣仔北 → 15B往山頂

## 使用車輛
與主線15一樣，15A及15B線同樣受加列山道天橋（渣甸橋）的高度影響而不能使用高度超過4.2米的巴士行走。本線現時用車為Enviro400 10.4米（38XX）雙層空調巴士。

## 行車路線
灣仔（會展新翼）開經：博覽道東、菲林明道、告士打道、維園道、永興街、英皇道、高士威道、伊榮街、邊寧頓街、怡和街、軒尼詩道、堅拿道巴士專線、堅拿道東、摩理臣山道、皇后大道東、司徒拔道及山頂道。
山頂開經：山頂道、司徒拔道、皇后大道東、摩理臣山道、天樂里、軒尼詩道、怡和街、高士威道、興發街、維園道、告士打道、杜老誌道天橋、港灣道、菲林明道、支路、菲林明道及博覽道東。

### 沿線車站

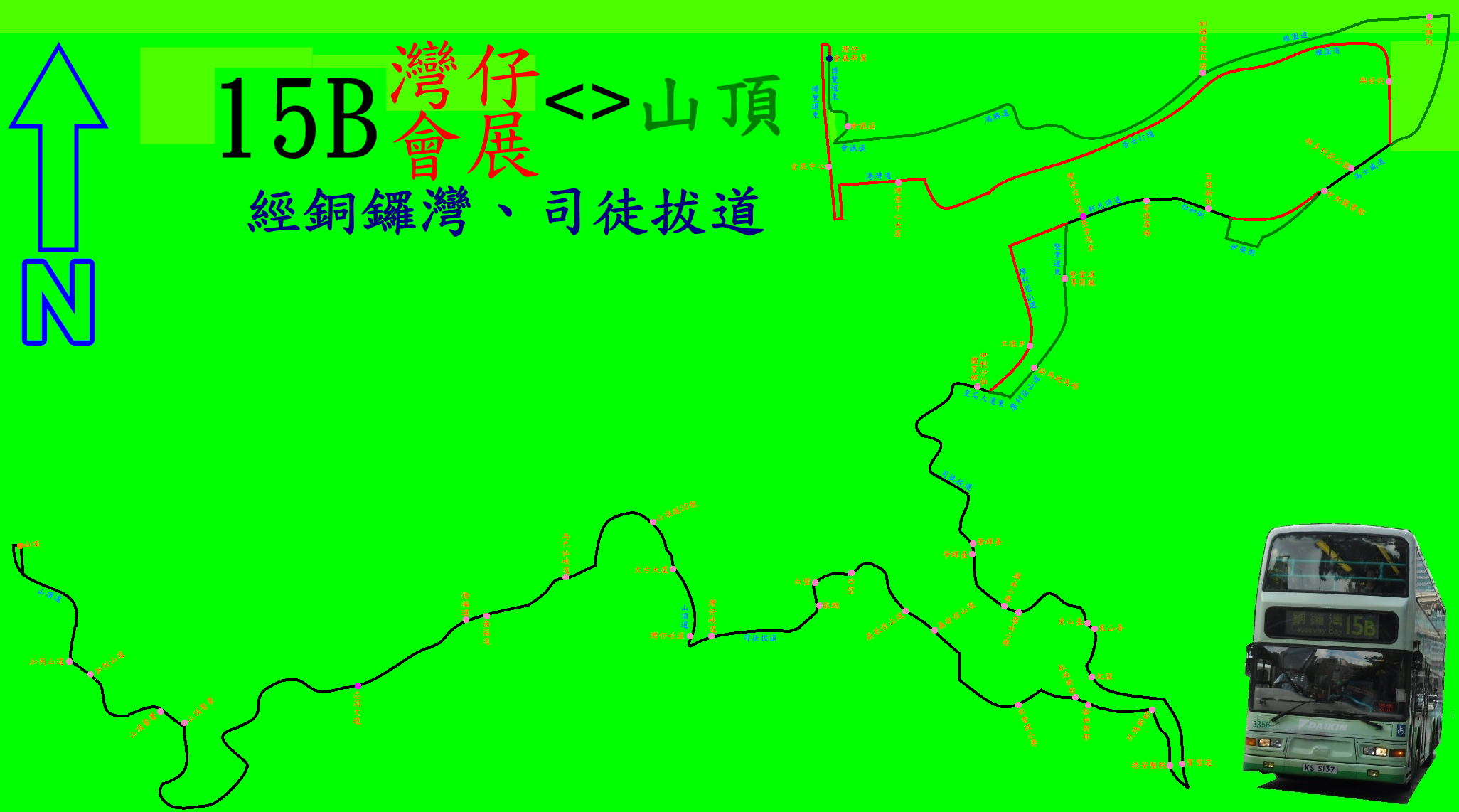
15B線的走線圖

15B
| 灣仔（會展新翼）開 | 灣仔（會展新翼）開 | 灣仔（會展新翼）開       | 山頂開 | 山頂開           | 山頂開                   |
| 序號               | 車站名稱           | 位置                     | 序號   | 車站名稱         | 位置                     |
| ------------------ | ------------------ | ------------------------ | ------ | ---------------- | ------------------------ |
| 1                  | 灣仔（會展新翼）   | 灣仔（會展新翼）巴士總站 | 1      | 山頂             | 山頂公共運輸總站         |
| 2                  | 會議道             | 博覽道東                 | 2      | 加列山道         | 山頂道                   |
| 3                  | 銅鑼灣避風塘       | 維園道                   | 3      | 山頂警署         | 山頂道                   |
| 4                  | 永興街             | 永興街                   | 4      | 忌利文道         | 山頂道                   |
| 5                  | 香港中央圖書館     | 高士威道                 | 5      | 僑福道           | 山頂道                   |
| 6                  | 希慎廣場           | 軒尼詩道                 | 6      | 馬己仙峽道       | 山頂道                   |
| 7                  | 堅拿道東           | 軒尼詩道                 | 7      | 山頂道30號       | 山頂道                   |
| 8                  | 堅拿道巴士專用線   | 堅拿道巴士專用線         | 8      | 灣仔峽道         | 司徒拔道                 |
| 9*                 | 跑馬地馬場         | 摩理臣山道               | 9      | 白璧             | 司徒拔道                 |
| #                  | 錫克廟             |                          | 10     | 聶歌信山道       | 司徒拔道                 |
| 10                 | 肇輝臺             | 司徒拔道                 | 11     | 松柏新邨         | 司徒拔道                 |
| 11                 | 司徒拔道休憩處     | 司徒拔道                 | 12     | 玫瑰新邨         | 司徒拔道                 |
| 12                 | 東山臺             | 司徒拔道                 | 13     | 寶雲道           | 司徒拔道                 |
| 13                 | 港安醫院           | 司徒拔道                 | 14     | 紀園             | 司徒拔道                 |
| 14                 | 松柏新邨           | 司徒拔道                 | 15     | 東山臺           | 司徒拔道                 |
| 15                 | 白普理小學         | 司徒拔道                 | 16     | 司徒拔道花園     | 司徒拔道                 |
| 16                 | 聶歌信山道         | 司徒拔道                 | 17     | 肇輝臺           | 司徒拔道                 |
| 17                 | 白璧               | 司徒拔道                 | 18     | 伊利沙伯體育館   |                          |
| 18                 | 傲璇               | 司徒拔道                 | 19     | 立德里           | 摩理臣山道               |
| 19                 | 灣仔峽道           | 山頂道                   | 20     | 灣仔消防局       | 軒尼詩道                 |
| 20                 | 太古大廈           | 山頂道                   | 21     | 百德新街         | 怡和街                   |
| 21                 | 僑福道             | 山頂道                   | 22     | 維多利亞公園     | 高士威道                 |
| 22                 | 忌利文道           | 山頂道                   | 23     | 興發街           | 興發街                   |
| 23                 | 山頂警署           | 山頂道                   | 24     | 灣景中心         | 港灣道                   |
| 24                 | 加列山道           | 山頂道                   | 25     | 香港會議展覽中心 | 菲林明道                 |
| 25                 | 山頂               | 山頂公共運輸總站         | 26     | 灣仔（會展新翼） | 灣仔（會展新翼）巴士總站 |

跑馬地賽馬期間不停此站有*號的車站，改停有#號的車站。